# FUMA
FUMA（ふうま、1986年7月4日 - ）は、日本の男性プロレスラー。本名：妻木 洋夫（つまき ひろお）。血液型A型。神奈川県小田原市出身。プロレスリングBASARA所属。

## 略歴
2010年2月19日、月刊若手通信新木場1stRINGのエキシビジョンマッチ・対平田一喜戦で練習生としてプレデビュー。同年3月3日、月刊若手通信新木場のエキシビジョンマッチ・対平田一喜戦で、対戦相手の平田がアイアンマンのベルトを持っていたのでデビュー前にタイトル戦を行う。結果は時間切れ引き分けでベルト奪取できず。
4月11日のユニオンプロレス新木場にて石川修司を相手にデビュー（当日まで対戦相手はXと発表されていた）。7月11日、大日本プロレスのD-DASH（DAINICHI-DASH）横浜にぎわい座大会・対関本大介戦で初の他団体興行に参戦。
2011年2月16日、月刊若手通信新木場で初のメインイベントに出場。同時に平田一喜に勝利し、プロ初勝利をあげる。10月14日、ユニオンプロレス公開記者会見で、沖縄プロレスへの武者修行が発表される。11月10日、マスクマン「ジンベイザメ〜ン」として沖縄プロレスに登場。
2012年9月22日のユニオンプロレス北千住大会より、ユニオンに完全復帰。
2013年1月、新リングネームを募集。小田原の出身ということもあり、風魔小太郎にちなみFUMAとした。
2014年12月、ユニオンMAX王座選手権にて佐藤光留を破り、第4代ユニオンMAX王者に。自身初のシングルベルト戴冠。
2015年2月、「Get the gloryトーナメント」にてMEN'Sテイオー、宮本和志、SAGATと結託していたことを明かしヒールターン、同トーナメントを優勝。3月28日、同ユニットを「キングレギオン」と決定。ユニオンプロレス解散後は木高イサミが旗揚げ予定の新団体プロレスリングBASARA所属となる。
2016年1月21日、プロレスリングBASARA旗揚げ戦でプロレス界にヘヴィメタル教を布教すべくヘヴィメタ風の黒い新コスチュームで登場。後に円華とワールドヘヴィエスト・ヘヴィメタルタッグを結成。後に久保佑允も加入しユニットIRON PRIESTに発展。
2020年以降は幼少時よりのブルース・リーへの憧れが徐々にコスチュームにも表れ始め、2020年12月27日、大森ゴールドジムグラップリング大会『UNRIVALED』プロMMAフェザー級（70.3kg契約）に出場。萩原一貴に敗戦する。
2021年4月18日、GENスポーツパレスにて行われた総合格闘技ZST.70に出場し、福山博貴に判定初勝利。
2021年9月、農業の拠点を群馬県甘楽郡甘楽町に移して群馬県地域おこし協力隊に委嘱される。

## タイトル歴
ユニオンプロレス
- 第4代ユニオンMAX王座
- 第19代UWA世界タッグ王座（パートナーは木高イサミ）
- 第2回Get the gloryトーナメント優勝

プロレスリングBASARA
- 第7代ユニオンMAX王座
- 初代IRON FIST TAG王座（パートナーは久保佑允）
- IRON FIST TAG TOURNAMENT優勝（2019年）（パートナーは久保佑允）

沖縄プロレス
- 第7代MWF世界タッグ王座（パートナーはエイサー8）

大日本プロレス
- 第29代横浜ショッピングストリート6人タッグ王座（パートナーは久保佑允&SAGAT）

## 得意技
ダイビングヘッドバット
JAWBREAKER
顔面へのソバット。
Heavy Metal Anthem
ダイビングエルボードロップ。現在のフィニッシャー。
Heavy Metal Sword
ジャンピングレッグラリアート。
Heavy Metal Hammer
アルゼンチンバックブリーカーから前方に落とすフェイスバスター。
Meloik Attack
両手でメロイックサインを作ってクロスアタック。
Metal Fire From Hell
メロイックサインを作りながらのクローズライン。
Heavy Metal Thunder
ツイスト・オブ・フェイト。
地獄のヘッドバンキング
エプロンに立った相手へのロープを利用したアームブリーカー。ヘッドバンキングと共に行われる。
地獄のツーバスドラム
コーナーロープ上に横たえた相手をツーバスドラムのペダルを踏む要領で連続して踏みつける。
鋼鉄の処女
変形クロスフェースロック。相手の片腕を自らの脇の下に、もう片腕を足に挟んで固定した状態で頭部を絞り上げる。

## 入場曲
- Kings Of Metal（Manowar）
- 鉄拳制裁（地獄車）

## 参加楽曲
- ZERO FIGHTER「Zero Hour」（2018年10月、SLUMBER RECORDS）収録曲中M2~M6、M8~M10にコーラス参加[4]。